# De heilige Januarius in het amfitheater van Pozzuoli
De heilige Januarius in het amfitheater van Pozzuoli (Italiaans: San Gennaro nell'anfiteatro di Pozzuoli) is een schilderij van Artemisia Gentileschi. Zij vervaardigde dit doek van Januarius van Benevento rond 1636 voor de kathedraal van Pozzuoli. Na een verwoestende brand in deze kerk in 1964 werden de kunstwerken die gered konden worden, overgebracht naar Napels. Het schilderij werd lang bewaard in het Museo di Capodimonte, maar keerde in 2014 terug naar de kathedraal.

## Januarius van Benevento
Over het leven van Januarius, die bisschop was van Benevento, is nauwelijks historische informatie overgeleverd. Volgens verschillende legenden die over hem de ronde doen, zou hij rond het jaar 305 het slachtoffer zijn geworden van de christenvervolgingen onder Diocletianus. Samen met enkele medechristenen werd Januarius voor de wilde dieren in het amfitheater van Pozzuoli gegooid. De dieren weigerden hen echter op te eten en likten in plaats daarvan hun voeten. Hierna besloten de Romeinse machthebbers tot onthoofding over te gaan. 
Enige tijd na zijn overlijden werden de stoffelijke resten van Januarius overgebracht naar Napels, waar zij nog altijd rusten. Aan het bloed van de heilige worden wonderbaarlijke eigenschappen toegeschreven. Tweemaal per jaar laat een priester het voor de ogen van talrijke gelovigen weer vloeibaar worden.

## Voorstelling
In 1631 kreeg Pozzuoli een nieuwe bisschop, Martín de León y Cárdenas. Hij besloot de vervallen kathedraal opnieuw in te richten. Hiertoe bestelde hij een groot aantal schilderijen bij verschillende kunstenaars. Gentileschi droeg hier drie schilderijen voor het koor aan bij, waaronder de voorstelling van Januarius  en een aanbidding der wijzen. De kunstenares, die in 1630 in Napels was aangekomen, had zich dus een plaats verworven tussen de vooraanstaande schilders van de stad.
Op het schilderij maakt Januarius een zegenend gebaar over twee leeuwen en een beer, terwijl Proculus, de eveneens veroordeelde deken van Pozzuoli, een gebed aanheft. Het schilderij mist het drama dat sommige eerder werken van Gentileschi kenmerkte, een aanpassing aan de heersende traditionele smaak in Napels. Zij plaatste Januarius midden op het schilderij en concentreerde zich op de prachtige, witte albe onder de gouden koormantel. Op de achtergrond is het amfitheater duidelijk te zien. Veel kunsthistorici herkennen in dit deel van het schilderij de hand van een tweede schilder.

## Afbeelding

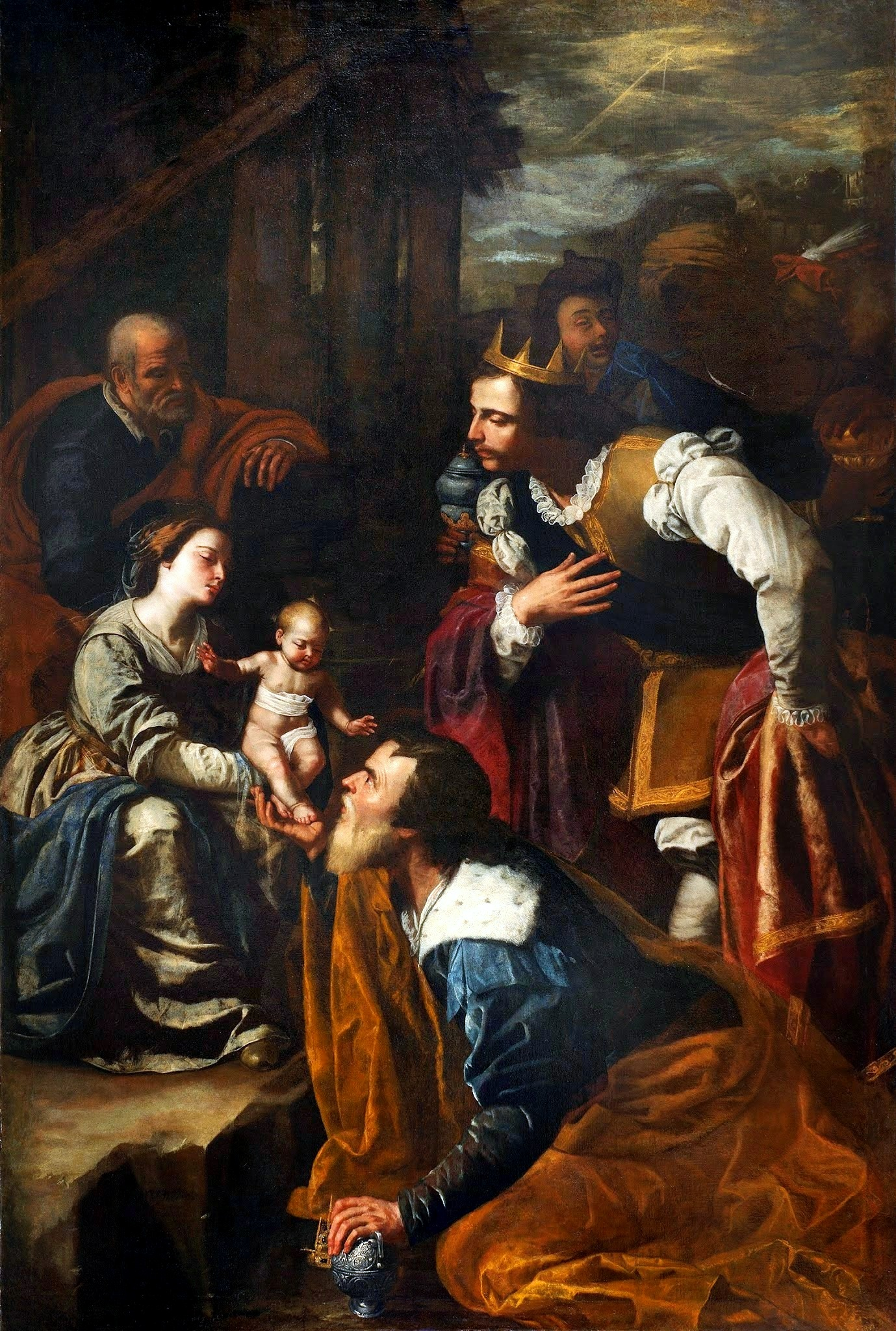
Aanbidding der wijzen (1635-37)